# Liste von Hochschulen für Bildende Kunst
Eine Hochschule für Bildende Kunst ist eine Kunsthochschule mit Fachausrichtung in den Bereichen der Bildenden Kunst – zu deren Fachbereichen neben den traditionellen Richtungen (Malerei, Bildhauerei und Grafik) verschiedene zeitgenössische Kunstformen zählen.
Verwandte Bereiche, die neben den Hochschulen für Bildende Kunst unter dem Sammelbegriff Kunsthochschule zusammengefasst werden, sind jene der
- Hochschulen für Darstellende Kunst: Musikhochschulen, Hochschulen für Schauspielkunst, Filmhochschulen
- Hochschulen für Angewandte Kunst: Hochschulen für Gestaltung

Hochschulen des Fachbereichs Architektur – obwohl deren Werke ebenfalls der bildenden Kunst zugerechnet werden – siehe Architekturstudium (einige der hier geführten Einrichtungen bieten Ausbildung in diesem Bereich an)

## Australien
| Adelaide                  | Adelaide Central School of Art                                                        |
| Adelaide                  | Adelaide College of the Arts (AC Arts)                                                |
| Brisbane                  | Australian School of the Arts (ASTA)                                                  |
| Brisbane                  | Queensland University of Technology                                                   |
| Brisbane                  | Queensland College of Art and Design (QCAD)                                           |
| Lismore (New South Wales) | Faculty of Business, Law and Arts, Design and Architecture, Southern Cross University |
| Melbourne                 | Monash Art, Design and Architecture (MADA)                                            |
| Melbourne                 | Victorian College of the Arts, Universität Melbourne                                  |
| Sydney                    | National Art School (NAS)                                                             |
| Sydney                    | Sydney College of the Arts, University of Sydney                                      |
| Victoria                  | School of Art, RMIT University                                                        |

## Albanien
| Tirana | Universiteti i Arteve | Universität der Künste Tirana |

## Belgien
| Antwerpen | Koninklijke Academie voor Schone Kunsten van Antwerpen |
| Antwerpen | Artesis Hogeschool Antwerpen                           |
| Brüssel   | Académie royale des Beaux-Arts de Bruxelles            |
| Brüssel   | Institut Saint-Luc                                     |
| Brüssel   | LUCA Campus Sint-Lukas Brussel                         |
| Gent      | Koninklijke Academie voor Schone Kunsten               |
| Gent      | Sint-Lucas Beeldende Kunst                             |
| Lüttich   | Königliche Kunstakademie Lüttich                       |

## Bosnien
| Sarajevo | Akademie der Künste Sarajevo |

## Brasilien
| Florianópolis  | Staatsuniversität Santa Catarina |
| Rio de Janeiro | Escola Nacional de Belas Artes   |

## Bulgarien
| Sofia | Nationale Kunstakademie (Sofia) |

## China
| Chongqing | 重庆文理学院       | Hochschule für Wissenschaft und Kunst Chongqing               |
| Chongqing | 四川美术学院       | Hochschule der Künste Sichuan                                 |
| Guangzhou | 广州美术学院       | Hochschule der Künste Guangzhou                               |
| Hangzhou  | 中国美术学院       | Chinesische Hochschule der Künste                             |
| Hongkong  | 香港中文大学艺术系 | Fakultät für Bildende Kunst, Chinesische Universität Hongkong |
| Hohhot    | 内蒙古艺术学院     | Kunsthochschule der Inneren Mongolei                          |
| Nanjing   | 南京艺术学院       | Kunsthochschule Nanjing                                       |
| Peking    | 中央美术学院       | Chinesische Zentralakademie der Bildenden Kunst               |
| Shanghai  | 上海美术专科学校   | Kunstakademie Shanghai, Shanghai-Universität                  |
| Shenyang  | 鲁迅美术学院       | Lu-Xun-Hochschule der Künste                                  |
| Tianjin   | 天津美术学院       | Hochschule der Künste Tianjin                                 |
| Wuhan     | 湖北美术学院       | Hochschule der Künste Hubei                                   |
| Xi’an     | 西安美术学院       | Hochschule der Künste Xi’an                                   |
| Ürümqi    | 新疆艺术学院       | Kunsthochschule Xinjiang                                      |

## Cuba
| Havanna | Instituto Superior de Arte |

## Dänemark
| Kopenhagen | Det Kongelige Danske Kunstakademie | Königlich Dänische Kunstakademie |

## Deutschland
| Alfter            | Alanus Hochschule für Kunst und Gesellschaft                                                 |
| Berlin            | Kunsthochschule Berlin-Weißensee                                                             |
| Berlin            | Universität der Künste Berlin                                                                |
| Braunschweig      | Hochschule für Bildende Künste Braunschweig                                                  |
| Bremen            | Hochschule für Künste Bremen                                                                 |
| Dresden           | Hochschule für Bildende Künste Dresden                                                       |
| Düsseldorf        | Kunstakademie Düsseldorf                                                                     |
| Essen             | Folkwang Universität der Künste                                                              |
| Essen             | Hochschule der bildenden Künste Essen                                                        |
| Frankfurt am Main | Staatliche Hochschule für Bildende Künste – Städelschule                                     |
| Halle (Saale)     | Burg Giebichenstein Kunsthochschule Halle                                                    |
| Hamburg           | Hochschule für bildende Künste Hamburg                                                       |
| Karlsruhe         | Staatliche Akademie der Bildenden Künste Karlsruhe                                           |
| Karlsruhe         | Staatliche Hochschule für Gestaltung Karlsruhe                                               |
| Kassel            | Kunsthochschule Kassel                                                                       |
| Kiel              | Muthesius Kunsthochschule                                                                    |
| Köln              | Kunsthochschule für Medien Köln                                                              |
| Leipzig           | Hochschule für Grafik und Buchkunst Leipzig                                                  |
| Mainz             | Kunsthochschule Mainz                                                                        |
| München           | Akademie der Bildenden Künste München                                                        |
| Münster           | Kunstakademie Münster                                                                        |
| Nürnberg          | Akademie der Bildenden Künste Nürnberg                                                       |
| Offenbach am Main | Hochschule für Gestaltung Offenbach am Main                                                  |
| Ottersberg        | Hochschule für Künste im Sozialen Ottersberg                                                 |
| Saarbrücken       | Hochschule der Bildenden Künste Saar                                                         |
| Stuttgart         | Hochschule Macromedia, mit Standort Hochschule für Kunst, Design und Populäre Musik Freiburg |
| Stuttgart         | Merz Akademie – Hochschule für Gestaltung, Kunst und Medien                                  |
| Stuttgart         | Staatliche Akademie der Bildenden Künste Stuttgart                                           |
| Weimar            | Bauhaus-Universität Weimar                                                                   |

Quelle 
historisch
- Mannheimer Zeichnungsakademie (1758–1804)
- Vereinigte Staatsschulen für freie und angewandte Kunst (1924–1939), Berlin
- Staatliche Kunstschule für Textilindustrie Plauen (1877–1945)
- Bildo Akademie für Kunst und Medien (1988–1999), Berlin

## Estland
| Tallinn | Eesti Kunstiakadeemia (EKA) | Estnische Kunstakademie |

historisch
- Pallas (Kunsthochschule) (1924–1944), Tartu

## Finnland
| Helsinki | Kuvataideakatemia                 | Akademie der bildenden Künste Helsinki   |
| Helsinki | Taideteollinen korkeakoulu        | Hochschule für Kunst und Design Helsinki |
| Helsinki | Taideyliopisto Konstuniversitetet | Universität der Künste Helsinki          |

## Frankreich
Siehe École des Beaux-Arts

## Ghana
| Kumasi | KNUST Department of Painting and Sculpture |

## Großbritannien
| Aberdeen      | Gray's School of Art |
| Barnsley      | Open College of the Arts |
| Bath          | Bath School of Art and Design |
| Bournemouth   | Arts University Bournemouth |
| Birmingham    | Birmingham Institute of Art and Design |
| Canterbury    | University for the Creative Arts |
| Cardiff       | Cardiff School of Art & Design, Cardiff Metropolitan University |
| Coventry      | Coventry School of Art and Design |
| Dartington    | Dartington College of Arts |
| Dundee        | Duncan of Jordanstone College of Art & Design |
| Edinburgh     | Edinburgh College of Art |
| Edinburgh     | Leith School of Art |
| Falmouth      | Falmouth University |
| Glasgow       | Glasgow School of Art |
| Hastings      | Hastings School of Art |
| Herefordshire | Hereford College of Arts |
| Liverpool     | Liverpool College of Art |
| Leeds         | Leeds Arts University |
| Lincoln       | Lincoln College of Art |
| London        | City and Guilds of London Art School |
| London        | Goldsmiths College |
| London        | Heatherley School of Fine Art |
| London        | Putney School of Art and Design |
| London        | Ravensbourne University London |
| London        | Royal Academy of Arts |
| London        | Royal College of Art |
| London        | University of the Arts London (Camberwell College of Arts, Chelsea College of Art and Design, Central Saint Martins College of Art and Design, Slade School of Fine Art) |
| Manchester    | Manchester School of Art |
| Middlesbrough | The Northern School of Art |
| Norwich       | Norwich University of the Arts |
| Nottingham    | Nottingham Trent University, School of Art and Design |
| Plymouth      | Plymouth College of Art |
| Oxford        | Ruskin School of Art, University of Oxford |
| Winchester    | Winchester School of Art, University of Southampton |

## Georgien
| Tiflis | თბილისის სახელმწიფო სამხატვრო აკადემია | Staatliche Akademie der Künste Tiflis |

## Griechenland
| Athen | Ανώτατη Σχολή Καλών | Hochschule der Bildenden Künste Athen |

## Indien
| Dehli                        | School of Arts & Aesthetics, Jawaharlal Nehru Universität        |
| Mumbai                       | Sir J. J. School of Art                                          |
| Vadodara (Gujarat)           | Maharaja Sayajirao University of Baroda                          |
| Shantiniketan (Westbengalen) | Kala Bhavana (Institute of Fine Arts), Viswa Bharati Universität |

## Iran
| Isfahan | دانشگاه هنر اصفهان       | Isfahan University of Art                   |
| Täbriz  | دانشگاه هنر اسلامی تبریز | Tabriz Art University                       |
| Teheran | دانشکدگان هنرهای زیبا    | College of Fine Arts, University of Teheran |
| Teheran | دانشگاه هنر              | University of Art, Teheran                  |

## Island
| Reykjavik | Listaháskóli Íslands |

## Israel
| Jerusalem | Bezalel Academy of Arts and Design                                  |
| Tel Aviv  | The David and Yolanda Katz Faculty of the Arts, Tel Aviv University |

## Italien
| Bergamo   | Accademia Carrara                             |
| Bolognia  | Accademia di Belle Arti di Bologna            |
| Bozen     | Libera Università di Bolzano                  |
| Carrara   | Accademia di Belle Arti di Carrara            |
| Catanzaro | Accademia di belle arti di Catanzaro          |
| Florenz   | Accademia delle Arti del Disegno              |
| Florenz   | Accademia di Belle Arti (Florenz)             |
| Genua     | Accademia Linguistica di Belle Arti di Genova |
| Mailand   | Accademia di Belle Arti di Brera              |
| Mailand   | Domus Academy                                 |
| Mailand   | Istituto Europeo di Design                    |
| Neapel    | Accademia di Belle Arti di Napoli             |
| Palermo   | Accademia di belle Arti di Palermo            |
| Rom       | Accademia di Belle Arti di Roma               |
| Rom       | Accademia di San Luca                         |
| Rom       | Nuova Accademia di Belle Arti                 |
| Trapani   | Accademia di belle arti Kandinskij            |
| Turin     | Accademia Albertina                           |
| Venedig   | Università Iuav di Venezia                    |
| Venedig   | Accademia di belle arti di Venezia            |

## Japan
| Akita    | Akita Kōritsu Bijutsu Daigaku          | 秋田公立美術大学学           | Öffentliche Universität für Bildende Kunst Akita                                                               |
| Kanazawa | Kanazawa Bijutsu Kōgei Daigaku         | 金沢美術工芸大学             | Universität für Bildende Kunst und Handwerk Kanazawa                                                           |
| Kodaira  | Musashino Bijutsu Daigaku              | 武蔵野美術大学               | Kunsthochschule Musashino                                                                                      |
| Kyoto    | Kyōto Zōkei Geijutsu Daigaku           | 京都造形芸術大学             | Kyoto University of Art and Design                                                                             |
| Kyoto    | Kyōto-shiritsu Geijutsu Daigaku        | 京都市立藝術大学（京都藝大） | Kyoto City University of Arts (Kyōtogeidai)                                                                    |
| Nagakute | Aichi-kenritsu Geijutsu Daigaku        | 愛知県立芸術大学             | Präfekturale Kunsthochschule Aichi                                                                             |
| Nagoya   | Nagoya geijutsu daigaku                | 名古屋芸術大学               | Nagoya Universität der Künste                                                                                  |
| Naha     | Okinawa-kenritsu Geijutsu Daigaku      | 沖縄県立芸術大学             | Präfekturuniversität für Künste Okinawa                                                                        |
| Ōgaki    | Jōhō kagaku geijutsu daigakuin daigaku | 情報科学芸術大学院大学       | Institute of Advanced Media Arts and Sciences (Graduiertenuniversität für Informationswissenschaft und -kunst) |
| Tokyo    | Musashino Bijutsu Daigaku              | 武蔵野美術大学               | Musashino Art University                                                                                       |
| Tokyo    | Tama bijutsu daigaku                   | 多摩美術大学                 | Kunsthochschule Tama                                                                                           |
| Tokyo    | Tōkyō Geijutsu Daigaku                 | 東京藝術大学                 | Tokyo National University of Fine Arts and Music                                                               |

historisch
- Nihon Bijutsuin (Japanisches Kunstinstitut), heute Stiftung tätig, die als Archiv und Ausstellungsort fungiert

## Kanada
| Dawson City                 | Yukon School of Visual Arts, Yukon University                                                             |
| Halifax                     | Nova Scotia College of Art & Design (NSCAD)                                                               |
| Montreal                    | École des arts numériques, de l'animation et du design de l'Université du Québec à Chicoutimi (École NAD) |
| Montreal                    | École des arts visuels et médiatiques                                                                     |
| Toronto                     | OCAD University                                                                                           |
| Vancouver                   | Emily Carr University of Art and Design                                                                   |
| Victoria (British Columbia) | Victoria College of Art (VCA)                                                                             |

## Kolumbien
| Medellin | Departamento de Artes Visuales, Universidad de Antioquia |

## Korea (Republik Korea)
| Ansan, Seoul | 에스엠 인스티튜트 | SM Institute                      |
| Busan        | 부산예술대학교    | Busan Arts College                |
| Seoul        | 추계예술대학교    | Chugye University for the Arts    |
| Seoul        | 한국예술종합학교  | Korea National University of Arts |

## Litauen
| Vilnius | Kunstakademie Vilnius |

## Lettland
| Lettland | Kunstakademie Lettlands |

## Mexiko
| Mexiko-Stadt | Academia de Artes                                               |
| Mexiko-Stadt | Escuela Nacional de Pintura, Escultura y Grabado „La Esmeralda“ |

## Namibia
| Windhoek | College of the Arts (Windhoek) |

## Neuseeland
| Auckland     | Elam School of Fine Arts, University of Auckland                   |
| Auckland     | Whitecliffe College of Arts and Design                             |
| Christchurch | University of Canterbury Faculty of Arts, University of Canterbury |
| Whanganui    | The Quay School of the Arts, Universal College of Learning         |
| Wellington   | New Zealand Academy of Fine Arts                                   |

## Niederlande
| Amsterdam                   | Rijksakademie van beeldende kunsten          |
| Amsterdam                   | Gerrit Rietveld Academie                     |
| Arnheim / Zwolle / Enschede | ArtEZ Academie voor Art & Design Enschede    |
| Breda / 's-Hertogenbosch    | Akademie voor Kunst en Vormgeving St. Joost  |
| Den Haag                    | Koninklijke Academie van Beeldende Kunsten   |
| Eindhoven                   | Design Academy Eindhoven                     |
| Groningen                   | Academie Minerva                             |
| Maastricht                  | Academie Beeldende Kunsten Maastricht (ABKM) |
| Rotterdam                   | Willem de Kooning Academie                   |
| Utrecht                     | Hogeschool voor de Kunsten Utrecht           |

## Norwegen
| Bergen | Kunst- og designhøgskolen i Bergen | Kunst- und Designhochschule Bergen |
| Oslo   | Kunsthøgskolen i Oslo              | Kunsthochschule Oslo               |

## Österreich
| Wien     | Akademie der bildenden Künste                                                            |
| Wien     | Universität für angewandte Kunst                                                         |
| Linz     | Kunstuniversität Linz                                                                    |
| Salzburg | Universität Mozarteum Salzburg (Abteilung für Bildende Künste, Kunst- und Werkpädagogik) |

In Österreich gibt es neben den Hochschulen auch eine – staatliche – höhere Schule für Kunst (HTBLVA)
- Graz Ortweinschule

Ebenso gibt es eine private Kunstschule in Wien mit Öffentlichkeitsrecht
- Wiener Kunstschule www.kunstschule.at

## Polen
| Breslau   | Akademia Sztuk Pięknych we Wrocławiu                          |
| Danzig    | Akademia Sztuk Pięknych w Gdańsku                             |
| Kattowitz | Akademia Sztuk Pięknych w Katowicach                          |
| Krakau    | Akademia Sztuk Pięknych im. Jana Matejki w Krakowie           |
| Łódź      | Akademia Sztuk Pięknych im. Władysława Strzemińskiego w Łodzi |
| Posen     | Uniwersytet Artystyczny w Poznaniu                            |
| Warschau  | Akademia Sztuk Pięknych w Warszawie                           |

historisch
- Breslau Staatliche Akademie für Kunst und Kunstgewerbe Breslau, davor Königliche Kunst- und Gewerbeschule (1791–1932)

## Portugal
| Lissabon | Escola Superior de Belas Artes de Lisboa |
| Porto    | Escola Superior de Belas Artes do Porto  |

## Rumänien
| Bukarest    | Nationale Universität der Künste Bukarest   |
| Cluj-Napoca | Universitatea de Arta si Design Cluj-Napoca |
| Iași        | Universität der Künste George Enescu        |
| Temeswar    | West-Universität Temeswar                   |

## Russland
| Moskau           | Росси́йская акаде́мия худо́жеств                    | Russische Akademie der Künste                     |
| Moskau           | Российская академия живописи, ваяния и зодчества | Akademie für Malerei, Bildhauerei und Architektur |
| Sankt Petersburg | Императорская Академия художеств                 | Kaiserliche Kunstakademie                         |

historisch
- Moskau Московское училище живописи, ваяния и зодчества (Moskauer Hochschule für Malerei, Bildhauerei und Architektur 1832–1919)

## Schweden
| Göteborg  | Kunsthochschule Valand            |
| Stockholm | Konstfack                         |
| Stockholm | Kungliga Konsthögskolan Stockholm |

## Schweiz
|               |                                                                       | (inter)kantonale FH                                                |
| Basel / Aarau | Hochschule für Gestaltung und Kunst (HGK)                             | Fachhochschule Nordwestschweiz (FHNW)                              |
| Bern          | Hochschule der Künste Bern (HKB)                                      | Berner Fachhochschule (BFH)                                        |
| Genf          | Haute école d'art et design de Genève (HEAD)                          | Haute Ecole Spécialisée de Suisse occidentale (HES-SO)             |
| Lausanne      | Ecole cantonale d’art de Lausanne (ECAL)                              | Haute Ecole Spécialisée de Suisse occidentale (HES-SO)             |
| Lugano        | Dipartimento di arte applicata; Conservatorio della Svizzera Italiana | Scuola universitaria professionale della Svizzera italiana (SUPSI) |
| Siders        | Schule für Gestaltung und Hochschule für Kunst Wallis (ÉDHÉA)         | École de design et Haute école d'art du Valais (ÉDHÉA)             |
| Luzern        | Hochschule Luzern - Design & Kunst (HGK Luzern)                       | Hochschule Luzern (HSLU)                                           |
| Zürich        | Zürcher Hochschule der Künste (ZHdK)                                  | Zürcher Fachhochschule (ZFH)                                       |

## Serbien
| Belgrad | Universität der Künste Belgrad |

## Singapur
| Singapur | LASALLE College of the Arts |

## Slowakei
| Bratislava | Hochschule für Bildende Künste Bratislava |

## Slowenien
| Ljubljana | Akademie für Bildende Kunst und Design Ljubljana |

## Spanien
| Barcelona  | Reial Acadèmia Catalana de Belles Arts de Sant Jordi               |
| Cadiz      | Real Academia Provincial de Bellas Artes                           |
| Córdoba    | Real Academia de Ciencias, Bellas Letras y Nobles Artes de Córdoba |
| Granada    | Real Academia de Bellas Artes de Nuestra Señora de las Angustias   |
| Madrid     | Real Academia de Bellas Artes de San Fernando                      |
| Málaga     | Real Academia de Bellas Artes de San Telmo                         |
| Sevilla    | Real Academia de Bellas Artes de Santa Isabel de Hungría           |
| Sevilla    | Universidad de Sevilla - Facultad de Bellas Artes                  |
| Valencia   | Real Academia de Bellas Artes de San Carlos de Valencia            |
| Valladolid | Real Academia de Bellas Artes de la Purísima Concepción            |

historisch
- Valencia Academia de Bellas Artes de Santa Bárbara (1753–1759)

## Slowakei
| Bratislava | Hochschule für Bildende Künste Bratislava |

## Tschechien
| Prag | Akademie výtvarných umění v Praze (AVU) | Akademie der Bildenden Künste in Prag      |
| Prag | Vysoká škola umělecko-průmyslová (VŠUP) | Akademie für Kunst, Architektur und Design |

## Türkei
| Istanbul | Mimar Sinan Universität der Schönen Künste |

## Ungarn
| Budapest | Magyar Képzőművészeti Egyetem       | Ungarische Akademie der Bildenden Künste, Budapest                               |
| Pécs     | Pécsi Tudományegyetem Művészeti Kar | Wissenschaftliche Universität, Pécs, Akademie der Musik und der Bildenden Künste |

## USA
| Angwin (Kalifornien)           | Pacific Union College (PUC)                                                |
| Baltimore                      | Maryland Institute College of Art (MICA)                                   |
| Boca Raton (Florida)           | College of Communication and Design at Lynn University                     |
| Boston                         | The Art Institute of Boston (AIB)                                          |
| Boston                         | School of the Museum of Fine Arts (SMFA at Tufts)                          |
| Bridgeport (Connecticut)       | Paier College                                                              |
| Chicago                        | School of the Art Institute of Chicago (SAIC)                              |
| Cincinnati                     | Art Academy of Cincinnati (AAC)                                            |
| Coronado (Kalifornien)         | Coronado School of the Arts (CoSA)                                         |
| Fairbanks (Alaska)             | Native Art Center at the University of Alaska Fairbanks                    |
| Gainesville (Florida)          | University of Florida College of the Arts                                  |
| Irvine                         | Claire Trevor School of the Arts, University of California, Irvine         |
| Laguna Beach (Kalifornien)     | Laguna College of Art and Design (LCAD)                                    |
| Lakewood (Colorado)            | Rocky Mountain College of Art + Design (RMCAD)                             |
| Los Angeles                    | Otis College of Art and Design                                             |
| Los Angeles                    | UCLA School of the Arts and Architecture, University of California         |
| Minneapolis                    | College of Liberal Arts, University of Minnesota                           |
| Minneapolis                    | Minneapolis College of Art and Design (MCAD)                               |
| New Haven (Connecticut)        | Yale School of Art                                                         |
| New York City                  | Cooper Union                                                               |
| New York City                  | Parsons School of Design                                                   |
| New York City                  | Pratt Institute                                                            |
| New York City                  | School of Visual Arts (SVA)                                                |
| Northfield (Minnesota)         | St. Olaf College                                                           |
| Old Lyme (Connecticut)         | Lyme Academy of Fine Arts (RISD)                                           |
| Orlando (Florida)              | University of Central Florida College of Arts and Humanities               |
| Pasadena                       | ArtCenter College of Design (ACCD)                                         |
| Philadelphia                   | Pennsylvania Academy of the Fine Arts (PAFA)                               |
| Providence (Rhode Island)      | Rhode Island School of Design (RISD)                                       |
| San Diego                      | College of Professional Studies and Fine Arts, San Diego State University  |
| San Francisco                  | Academy of Art University                                                  |
| San Francisco                  | California College of the Arts (CCA)                                       |
| Sarasota (Florida)             | Ringling College of Art and Design                                         |
| Seattle                        | Cornish College of the Arts (CCA)                                          |
| Stanford (Kalifornien)         | Stanford University School of Humanities and Sciences, Stanford University |
| St. Peter (Minnesota)          | Gustavus Adolphus College                                                  |
| Tallahassee (Florida)          | Florida State University College of Fine Arts                              |
| Tempe (Arizona)                | Herberger Institute for Design and the Arts, Arizona State University      |
| Tucson (Arizona)               | Southwest University of Visual Arts (SUVA)                                 |
| Valencia (Kalifornien)         | California Institute of the Arts (CalArts)                                 |
| Washington D.C.                | Corcoran College of Art and Design (CCA+D)                                 |
| West Hartford (Connecticut)    | University of Hartford (UHart)                                             |
| Winter Park (Florida)          | Full Sail University                                                       |
| Winston-Salem (North Carolina) | University of North Carolina School of the Arts (UNCSA)                    |

historisch
- Academy of Art University (1981–2019), San Diego
- Art Students League of Los Angeles (1906–1953), Los Angeles
- Black Mountain College (1933–1957), North Carolina
- Brooks Institute (1945–2016), Ventura, California
- Rudolph Schaeffer School of Rhythmo-Chromatic Design (1924 – 1984), San Francisco
- Colorado Institute of Art (CIA) (1952–2018), Denver
- San Francisco Art Institute (1871–2022), San Francisco
- Delaware College of Art and Design (DCAD) (1997–2024), Wilmington

## Ukraine
| Charkiw | Харківська державна академія дизайну та мистецтв            | Staatliche Akademie für Design und Kunst Charkiw        |
| Kiew    | Національна академія образотворчого мистецтва і архітектури | Nationale Akademie der Bildenden Künste und Architektur |

## Vietnam
| Hanoi | Trường Đại học Mỹ thuật Việt Nam | Vietnamesische Universität für Bildende Kunst |

## Weißrussland
| Minsk | Belarussische Staatliche Kunstakademie |

## Zypern
| Larnaka | Κυπριακό Κολέγιο Τέχνης | Akademie der Künste Zypern |